# Wehrdienstmedaille

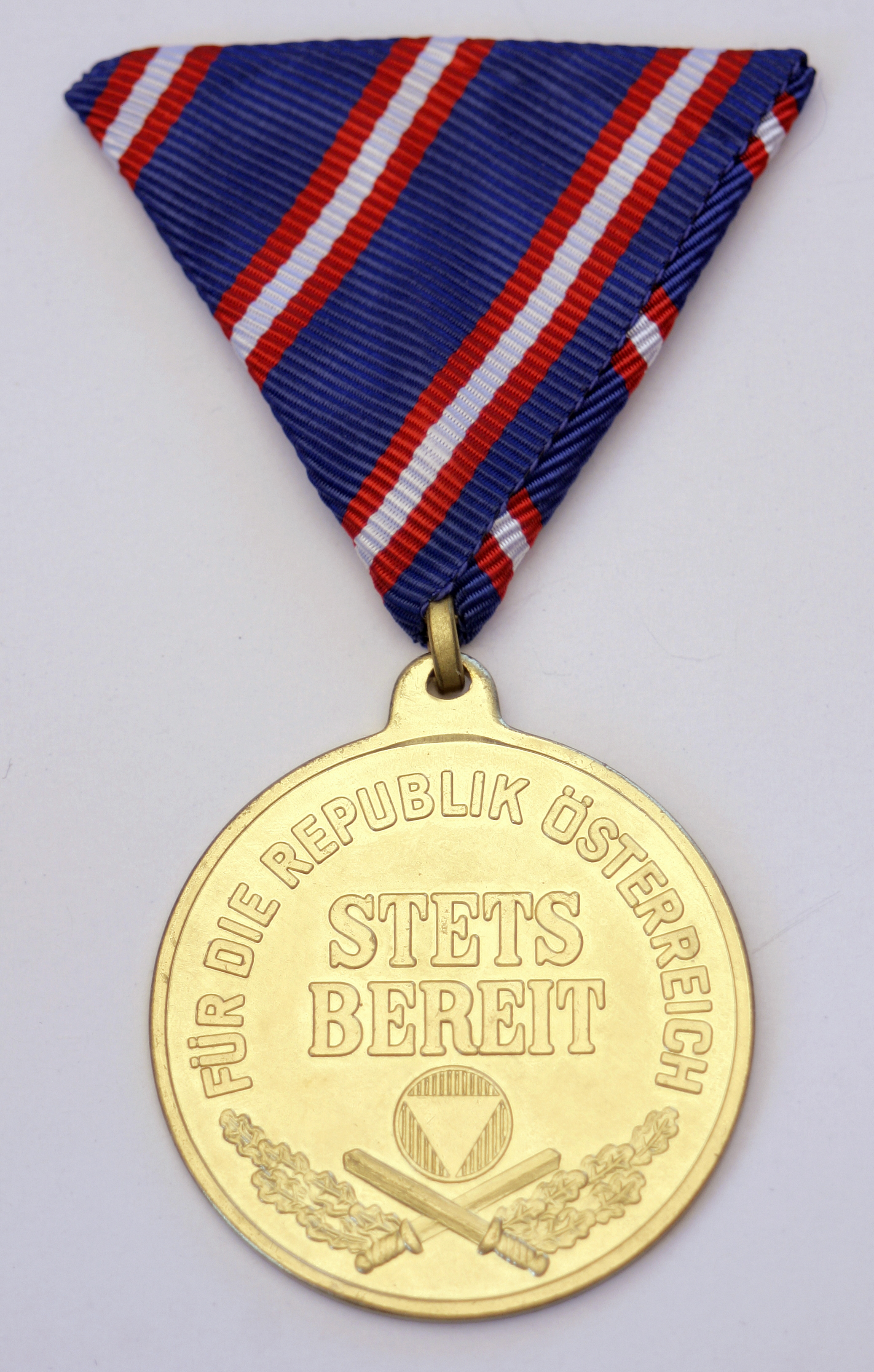
Wehrdienstmedaille in Gold (avers)

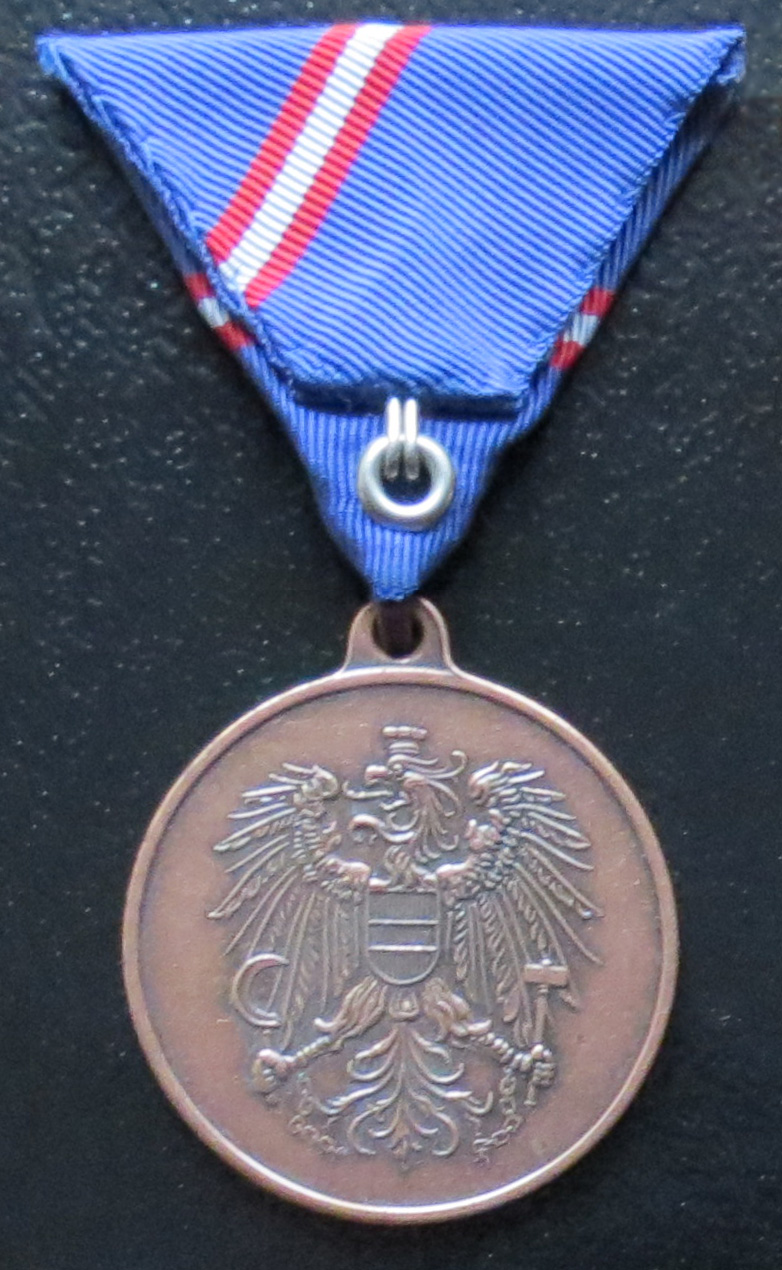
Wehrdienstmedaille in Bronze (revers)

Ordensspangenelement der Wehrdienstmedaille in Silber

Die Wehrdienstmedaille ist eine staatliche Auszeichnung der Republik Österreich und stellt die unterste Kategorie der militärischen Auszeichnungen im Österreichischen Bundesheer dar. Die Wehrdienstmedaille gehört zu den Verdienstorden der Republik Österreich.
Die Bezeichnung Wehrdienstmedaille besteht erst seit dem Jahr 1989, vorerst hieß sie Wehrdiensterinnerungsmedaille.
In anderen Staaten sind solche Auszeichnungen ebenfalls üblich. In den Vereinigten Staaten wird eine vergleichbare Dienstleistung in Form des Army Service Ribbon gewürdigt, in Deutschland mit dem Veteranenabzeichen.

## Geschichte
Mit dem Bundesgesetz über militärische Auszeichnungen (MAG) vom 28. Juni 1989, wurde festgelegt, dass „Treue Dienste im Bundesheer [...] durch die Verleihung der Wehrdienst-Auszeichnung zu würdigen“ sind. Dabei wurde unterschieden zwischen der Wehrdienstmedaille in Bronze (WDMB), Silber (WDMS) und Gold (WDMG) sowie dem Wehrdienstzeichen dritter, zweiter und erster Klasse. Die verliehene Stufe ist dabei abhängig von der zeitlichen Zugehörigkeit zum Bundesheer.
Die Wehrdienstmedaille in Bronze war an jene Personen zu verleihen, die den Grundwehrdienst vollständig geleistet hatten.

Die Wehrdienstmedaille in Silber war an jene Personen zu verleihen, die entweder nach der Absolvierung des sechsmonatigen Grundwehrdienstes Truppen- oder Kaderübungen in der Dauer von 30 Tagen absolviert hatten, oder an jene, die nach der Absolvierung des achtmonatigen Grundwehrdienstes eine Kaderübung absolvierten.

Die Wehrdienstmedaille in Gold war an jene Personen zu verleihen, die entweder nach der Absolvierung des sechsmonatigen Grundwehrdienstes Truppen- oder Kaderübungen in der Dauer von 60 Tagen absolviert hatten, oder an jene, die nach der Absolvierung des achtmonatigen Grundwehrdienstes Kaderübungen in der Dauer von 30 Tagen absolvierten.
Da im Gesetz ausdrücklich „Truppen- oder Kaderübungen“ erwähnt wurden, waren Zeiten, die ein Soldat in Form einer freiwilligen Waffenübung geleistet hat, nicht an die benötigte Gesamtdauer anrechenbar.
Personen, die nach einer oder mehrerer, nach dem Militärstrafgesetz 1970 gerichtlich strafbareren Handlungen verurteilt, oder wegen einer Pflichtverletzung nach dem Heeresdisziplinargesetz 1985 bestraft wurden (ausgenommen war der Verweis, die Geldbuße sowie ein Ausgangsverbot bis höchstens sieben Tage), waren von der Verleihung der Wehrdienstmedaille ausgeschlossen.

### Aktuelle Rechtslage
Derzeit ist die Wehrdienstmedaille nach folgenden Grundlagen an Personen zu vergeben:
- Wehrdienstmedaille in Bronze: Vollständige Leistung des Grundwehr- oder Ausbildungsdienstes in der Dauer von sechs Monaten
- Wehrdienstmedaille in Silber: Leistung von Truppen-, Kader- oder Milizübungen nach dem Grundwehrdienst im Gesamtausmaß von 30 Tagen
- Wehrdienstmedaille in Gold: Leistung von Truppen-, Kader- oder Milizübungen nach dem Grundwehrdienst im Gesamtausmaß von 60 Tagen

Eine mehrfache Verleihung einer Wehrdienstmedaille  ist  nicht  zulässig.
Die ursprünglich in §13 des Bundesgesetz über militärische Auszeichnungen (MAG) angeführten Gründe für die Ausschließung von der Verleihung der Wehrdienstmedaille wurden mit einer Änderung des Militärauszeichnungsgesetzes 2002 im Jahr 2005 entfernt. Derzeit enthält das MAG keinen Paragraph, der die Verleihung der Wehrdienstmedaille verbietet.

## Verleihung und Verbreitung
Die Wehrdienstmedaille in Bronze ist die am weitesten verbreitete, da jeder Grundwehrdiener diese am Ende seiner vollständig abgeleisteten Dienstzeit verliehen bekommt. Aus diesem Grund wird dieser Orden scherzhaft auch als „Adabei“ (auch dabei) bezeichnet. Besondere Leistungen oder Verfehlungen haben keinen Einfluss auf die Verleihung dieser Medaille, früher wurden jedoch nur zum Gefreiten beförderte Grundwehrdiener ausgezeichnet. Mittlerweile wird sie jedoch jedem Grundwehrdiener beim Abrüsten verliehen.
Die Stufen in Gold und Silber können nur Milizsoldaten oder ehemaligen Milizsoldaten verliehen werden, da man für diese Auszeichnungen Waffenübungstage vorweisen muss, die ein Grundwehrdiener in den ersten Monaten nicht machen kann.